# Каска (Риу-Гранди-ду-Сул)
Каска (порт. Casca)  —  муниципалитет в Бразилии, входит в штат Риу-Гранди-ду-Сул. Составная часть мезорегиона Северо-запад штата Риу-Гранди-ду-Сул. Входит в экономико-статистический  микрорегион Пасу-Фунду. Население составляет 9465 человек на 2022 год. Занимает площадь 272,041 км². Плотность населения — 34,79 чел./км².

## История
Город основан 15 декабря 1954 года. 

## Статистика
- Валовой внутренний продукт на 2003 составляет 118.504.929,00 реалов (данные: Бразильский институт географии и статистики).
- Валовой внутренний продукт на душу населения на 2003 составляет 13.731,74 реалов (данные: Бразильский институт географии и статистики).
- Индекс развития человеческого потенциала на 2000 составляет 0,829 (данные: Программа развития ООН).

## География
Климат местности: умеренный. В соответствии с классификацией Кёппена, климат относится к категории Cfa.